# Las Rozas Black Demons 2015
Questa voce raccoglie le informazioni riguardanti i Las Rozas Black Demons nelle competizioni ufficiali della stagione 2015.

## Maschile

### LNFA Serie B 2015

#### Stagione regolare
| 17-18 gennaio 2015 1ª giornata | Las Rozas Black Demons | 7 – 21 referto | Barberá Rookies |  |

| Coslada 25 gennaio 2015, ore 12:00 2ª giornata | Camioneros de Coslada | 13 – 7 | Las Rozas Black Demons | Polideportivo Valleaguado |

| Las Rozas de Madrid 7 febbraio 2015, ore 18:00 3ª giornata | Las Rozas Black Demons | 12 – 21 referto | Zaragoza Hurricanes | Estadio de Rugby El Cantizal |

| Maracena 1º marzo 2015, ore 12:00 5ª giornata | Granada Lions | 20 – 27 referto | Las Rozas Black Demons | Campo Municipal |

| 7-8 marzo 2015 6ª giornata | Barberá Rookies | 30 – 0 referto | Las Rozas Black Demons |  |

| Las Rozas de Madrid 21 marzo 2015, ore 18:00 7ª giornata | Las Rozas Black Demons | 19 – 2 referto | Camioneros de Coslada | Estadio de Rugby El Cantizal |

| Calatayud 29 marzo 2015, ore 11:30 8ª giornata | Zaragoza Hurricanes | 0 – 41 referto | Las Rozas Black Demons | Ciudad Deportiva |

| Las Rozas de Madrid 19 aprile 2015, ore 13:00 10ª giornata | Las Rozas Black Demons | 9 – 17 referto | Granada Lions | Estadio de Rugby El Cantizal |

#### Playoff
| Murcia 2 maggio 2015, ore 17:00 Wild Card | Murcia Cobras | 14 – 27 referto | Las Rozas Black Demons | Estadio José Barnés |

| Barberà del Vallès 17 maggio 2015, ore 11:00 Semifinale | Barberá Rookies | 28 – 21 referto | Las Rozas Black Demons | Complejo Deportivo Can Llobet |

### Statistiche di squadra
| Competizione             | %Vittorie | In casa | In casa | In casa | In casa | In casa | In casa | In trasferta | In trasferta | In trasferta | In trasferta | In trasferta | In trasferta | Totale | Totale | Totale | Totale | Totale | Totale |
| Competizione             | %Vittorie | G       | V       | N       | P       | Pf      | Ps      | G            | V            | N            | P            | Pf           | Ps           | G      | V      | N      | P      | Pf     | Ps     |
| ------------------------ | --------- | ------- | ------- | ------- | ------- | ------- | ------- | ------------ | ------------ | ------------ | ------------ | ------------ | ------------ | ------ | ------ | ------ | ------ | ------ | ------ |
| LNFA-B Stagione regolare | .375      | 4       | 1       | 0       | 3       | 47      | 61      | 4            | 2            | 0            | 2            | 75           | 63           | 8      | 3      | 0      | 5      | 122    | 124    |
| LNFA-B Playoff           | .500      | 0       | 0       | 0       | 0       | 0       | 0       | 2            | 1            | 0            | 1            | 48           | 42           | 2      | 1      | 0      | 1      | 48     | 42     |
| LMFA11 Stagione regolare | .667      | ?       | ?       | ?       | ?       | ?       | ?       | ?            | ?            | ?            | ?            | ?            | ?            | 3      | 2      | 0      | 1      | 86     | 17     |
| Totale                   | .462      | 4+?     | 1+?     | 0+?     | 3+?     | 47+?    | 61+?    | 6+?          | 3+?          | 0+?          | 3+?          | 123+?        | 105+?        | 13     | 6      | 0      | 7      | 256    | 183    |

## Femminile

### LNFA Femenina 2015

#### Stagione regolare
| 8 febbraio 2015 1ª giornata | Las Rozas Black Demons | 25 – 6 | Barberá Rookies |  |

| 22 febbraio 2015 2ª giornata | Zaragoza Hurricanes | 0 – 19 | Las Rozas Black Demons |  |

| 8 marzo 2015 3ª giornata | L'Hospitalet Pioners | 6 – 44 | Las Rozas Black Demons |  |

| 19 aprile 2015 4ª giornata | Las Rozas Black Demons | 20 – 6 | Barcelona Búfals |  |

| 10 maggio 2015 5ª giornata | Las Rozas Black Demons | 19 – 12 | Terrassa Reds |  |

#### Playoff
| 13 giugno 2015 Finale | Las Rozas Black Demons | 38 – 26 | Barberá Rookies |  |

### Statistiche di squadra
| Competizione            | %Vittorie | In casa | In casa | In casa | In casa | In casa | In casa | In trasferta | In trasferta | In trasferta | In trasferta | In trasferta | In trasferta | Totale | Totale | Totale | Totale | Totale | Totale |
| Competizione            | %Vittorie | G       | V       | N       | P       | Pf      | Ps      | G            | V            | N            | P            | Pf           | Ps           | G      | V      | N      | P      | Pf     | Ps     |
| ----------------------- | --------- | ------- | ------- | ------- | ------- | ------- | ------- | ------------ | ------------ | ------------ | ------------ | ------------ | ------------ | ------ | ------ | ------ | ------ | ------ | ------ |
| LNFAF Stagione regolare | 1.000     | 3       | 3       | 0       | 0       | 64      | 24      | 2            | 2            | 0            | 0            | 63           | 6            | 5      | 5      | 0      | 0      | 127    | 30     |
| LNFAF Playoff           | 1.000     | 1       | 1       | 0       | 0       | 38      | 26      | 0            | 0            | 0            | 0            | 0            | 0            | 1      | 1      | 0      | 0      | 38     | 26     |
| Totale                  | 1.000     | 4       | 4       | 0       | 0       | 102     | 50      | 2            | 2            | 0            | 0            | 63           | 6            | 6      | 6      | 0      | 0      | 165    | 56     |